# Basidiocarp

Esquema d'un basidiocarp típic, mostrant el cos fructífer, hymenium i basidis.

Un basidiocarp o basidioma és l'esporocarp d'un fong basidiomicet, l'estructura multicel·lular on el hymenium (productor d'espores) s'origina.
Els basidiocarps són característics dels fongs himenomicets; en canvi elsUrediniomicets i Ustilaginomicets no fan aquesta estructura. Com altres esporocarps epigeus (que surten sobre la terra) els basidiocarps que són visibles a ull nu (especialment aquells amb una morfologia més o menys agaricoide se'n diuen xampinyons o simplement bolets, mentre que els hipogeus (subterranis) els basidiocarps s'anomenen falses tòfones.

## Estructura
En tots els basidiocarps els basidis estan en la superfície de l'hymenium, i els basidis finalment produeixen espores. En la seva forma més simple el basidiocarp consisteix en una estructura fructífera indiferenciada amb l'hymenium a la superfície això passa en fongs molt simples. En basidiocarps més complexos hi ha una diferenciació entre un estípit (anàleg a les tiges de les plantes) i una capçada anomenada pileus, i diversos himenòfers.

## Imatges

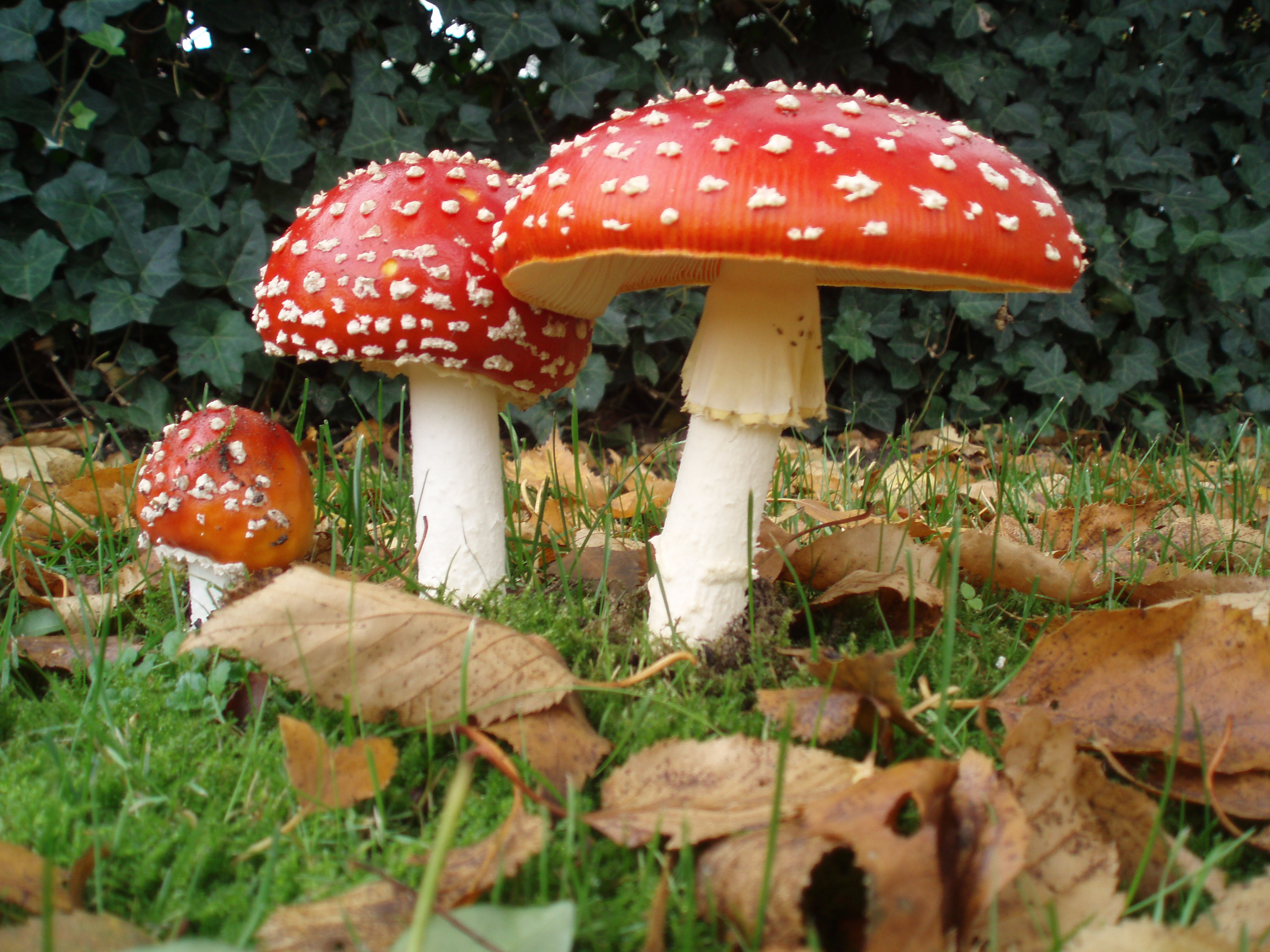
Basidiocarp d'Amanita muscaria, un agàric.
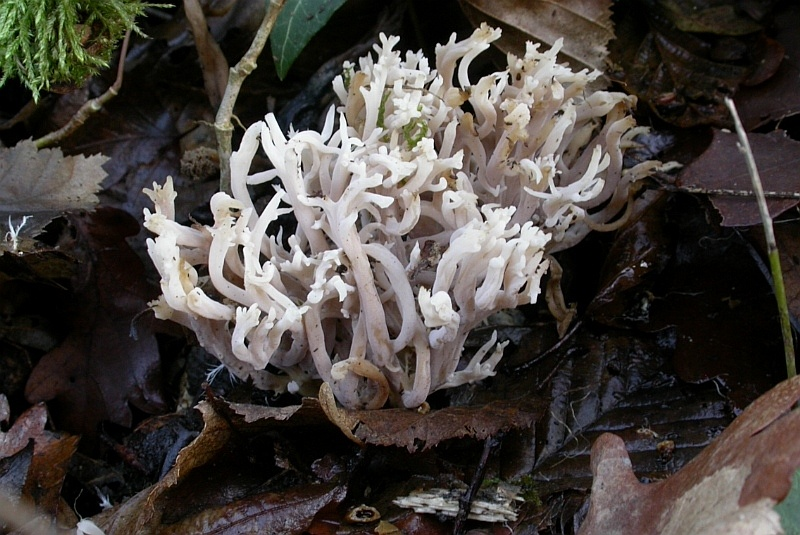
Basidiocarps de Ramaria rugosa
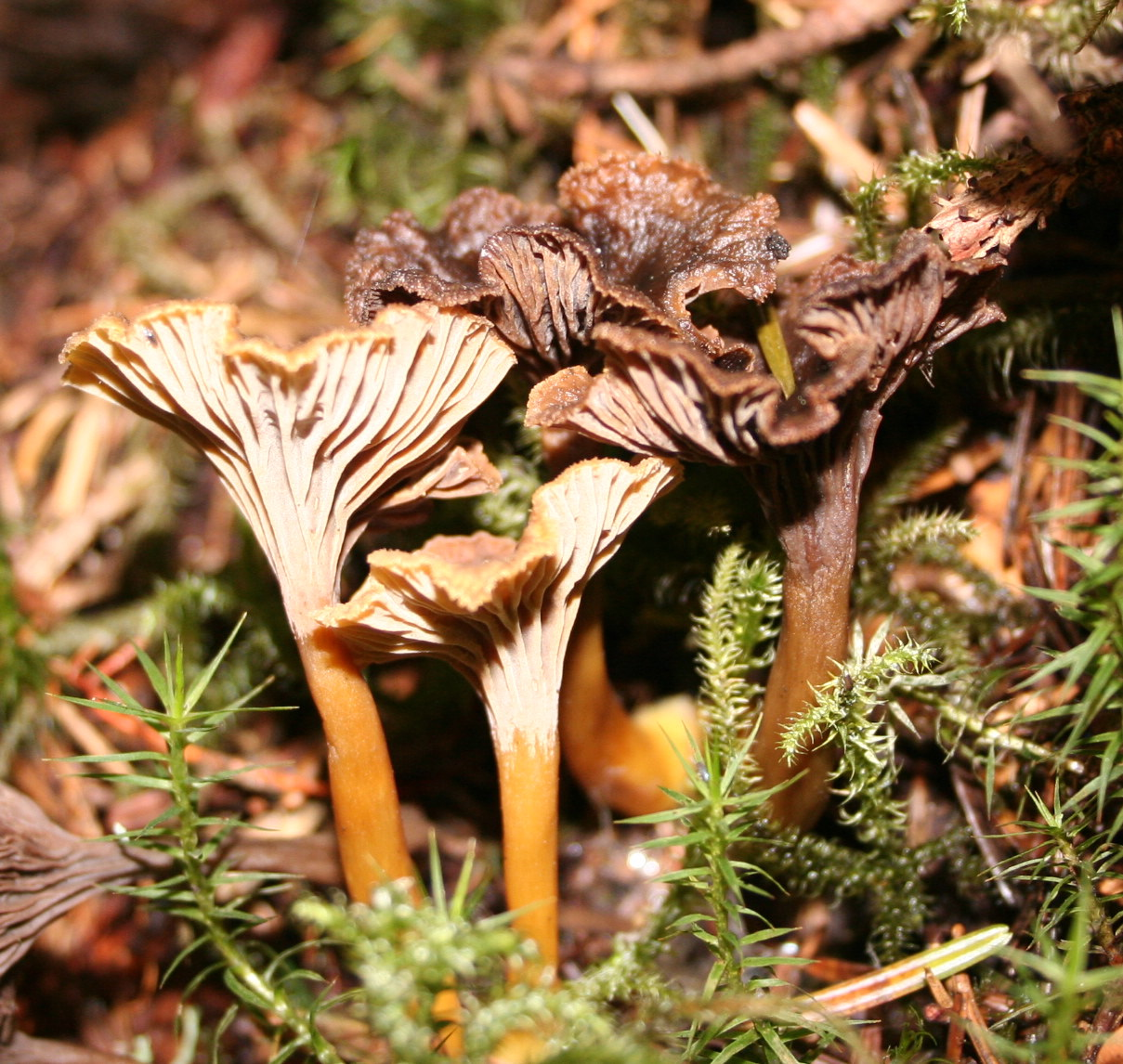
Basidiocarps de Craterellus tubaeformis.